# Christian Gottlob Kayser
Christian Gottlob Kayser (Priester, 21 dicembre 1782 – Lipsia, 16 novembre 1857) è stato un editore tedesco.

## Biografia
Dal 1824 al 1831 continuò a Lipsia il catalogo letterario tedesco lasciato incompiuto da Wilhelm Heinsius. Nel 1831 iniziò una sua opera autonoma simile a quella di Heinsius, la cui stesura proseguì per mani altrui fino al 1911.